# Promedio
Nel mondo del calcio professionistico, il promédio è un sistema di calcolo utilizzato nel campionato argentino per determinare le retrocessioni dalla prima alla seconda divisione.

## Formula
Il sistema del promédio è stato introdotto nel 1983 per stabilire le retrocessioni dalla prima alla seconda divisione argentina; per calcolarlo, si sommano tutti i punti ottenuti da ogni squadra negli ultimi tre campionati e si dividono per il numero di partite giocate.
Al termine della stagione, le due squadre con il peggior promédio retrocedono direttamente in seconda divisione, mentre la terzultima e la quartultima disputano uno spareggio contro la quarta e la terza classificata della seconda divisione; ne consegue che la classifica finale di un singolo campionato non è sufficiente a stabilire le retrocessioni.

## Controversie
All'epoca dell'introduzione del promédio, vi furono polemiche in quanto la sua applicazione servì ad evitare la retrocessione del River Plate, giunto al penultimo posto del campionato argentino.